# Wilhelm Borner
Wilhelm Borner (* 11. Mai 1890 in Düsseldorf; † 21. Juni 1978 in Walchensee) war ein deutscher Industrieller.
Borner studierte Rechtswissenschaften in Freiburg im Breisgau, München und London; 1913 wurde er an der Universität Bonn promoviert. Er war von 1926 an Vorstandsmitglied der Oberschlesische Kokswerke und Chemische Fabriken AG bzw. der Schering AG. 1960 wechselte er in den Aufsichtsrat von Schering. 
Von 1957 bis 1968 war er Präsident der Industrie- und Handelskammer zu Berlin.

## Ehrungen
- 1952: Verdienstkreuz (Steckkreuz) der Bundesrepublik Deutschland

## Schriften
- Das Weltstaatsprojekt des Abbé de Saint-Pierre. Ein Beitrag zur Geschichte der Weltfriedensidee (= Die Rechtseinheit. Heft 12). Rothschild, Berlin/Leipzig 1913 (archive.org – zugleich Dissertation, Universität Bonn).